# Moctezumite
La moctezumite è un minerale.